# Orschiw
Orschiw (ukrainisch Оржів; russisch Оржев/Orschew, polnisch Orzew) ist eine Siedlung städtischen Typs in der westukrainischen Oblast Riwne mit etwa 3900 Einwohnern. Sie liegt an der Mündung des Flusses Ustja in den Horyn, etwa 18 Kilometer nordwestlich der Rajons- und zugleich Oblasthauptstadt Riwne.

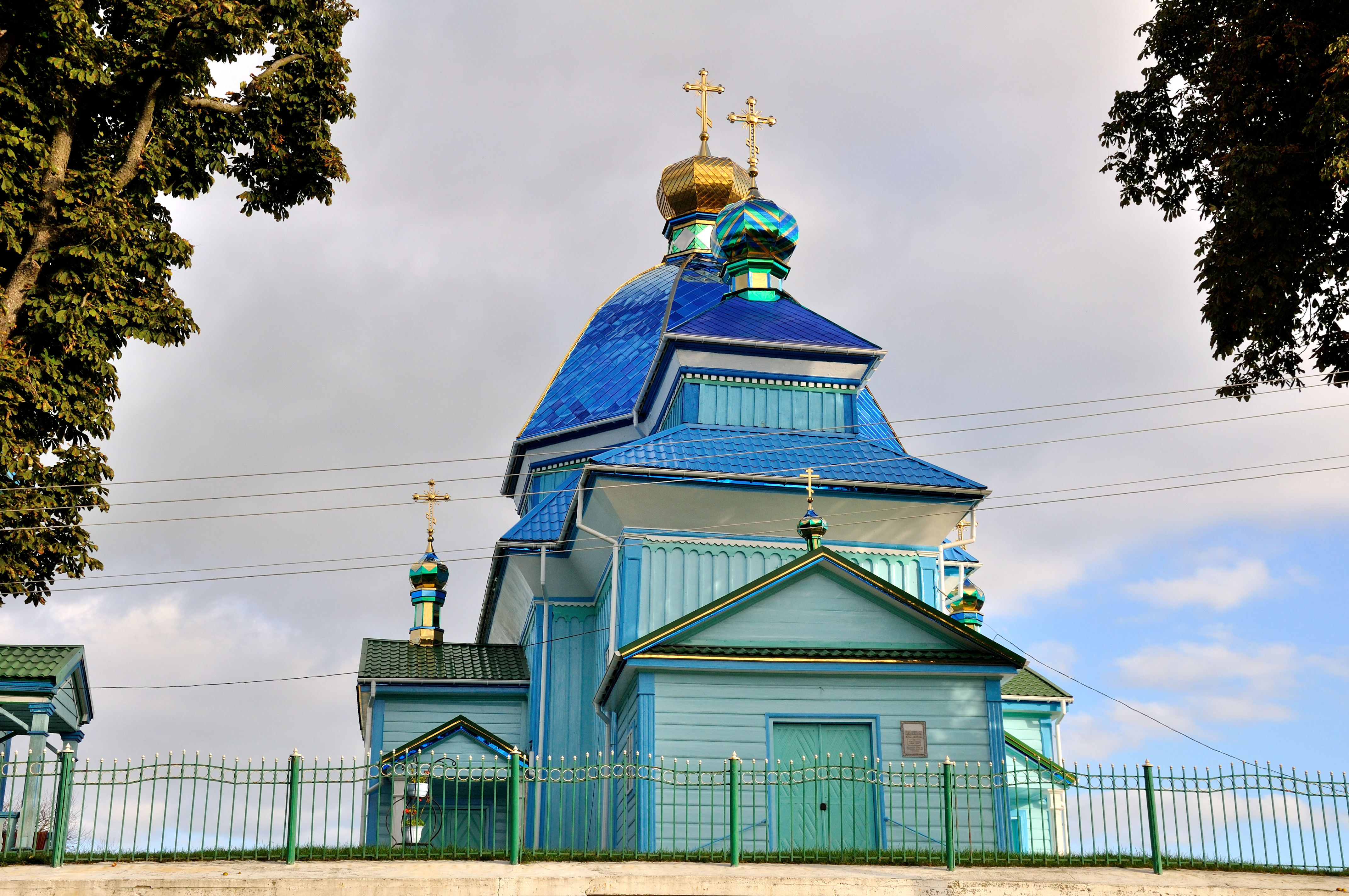
Kirche im Ort

Am 8. August 2017 wurde die Siedlung ein Teil Siedlungsgemeinde Klewan, bis dahin bildete die Siedlung die gleichnamige Siedlungsratsgemeinde Orschiw (Оржівська селищна рада/Orschiwska selyschtschna rada) im Nordwesten des Rajons Riwne.

## Geschichte
Die älteste erhaltene schriftliche Erwähnung des Ortes stammt aus dem 16. Jahrhundert. Er gehörte bis 1795 zur Adelsrepublik Polen-Litauen und dort in der Woiwodschaft Wolhynien. Danach kam es zum neugegründeten Gouvernement Wolhynien als Teil des Russischen Reiches. Nach dem Ende des Ersten Weltkrieges wurde Orschiw Teil der Zweiten Polnischen Republik (Woiwodschaft Wolhynien, Powiat Równe, Gmina Klewań). Nach dem Ausbruch des Zweiten Weltkrieges wurde er durch die Sowjetunion und ab 1941 durch Deutschland besetzt. 1945 kam er endgültig zur Sowjetunion und wurde in die Ukrainische SSR eingegliedert. Seit 1959 hat der Ort den Status einer Siedlung städtischen Typs. Seit der Unabhängigkeit der Ukraine 1991 gehört Orschiw zu ihr.